# 人民路隧道

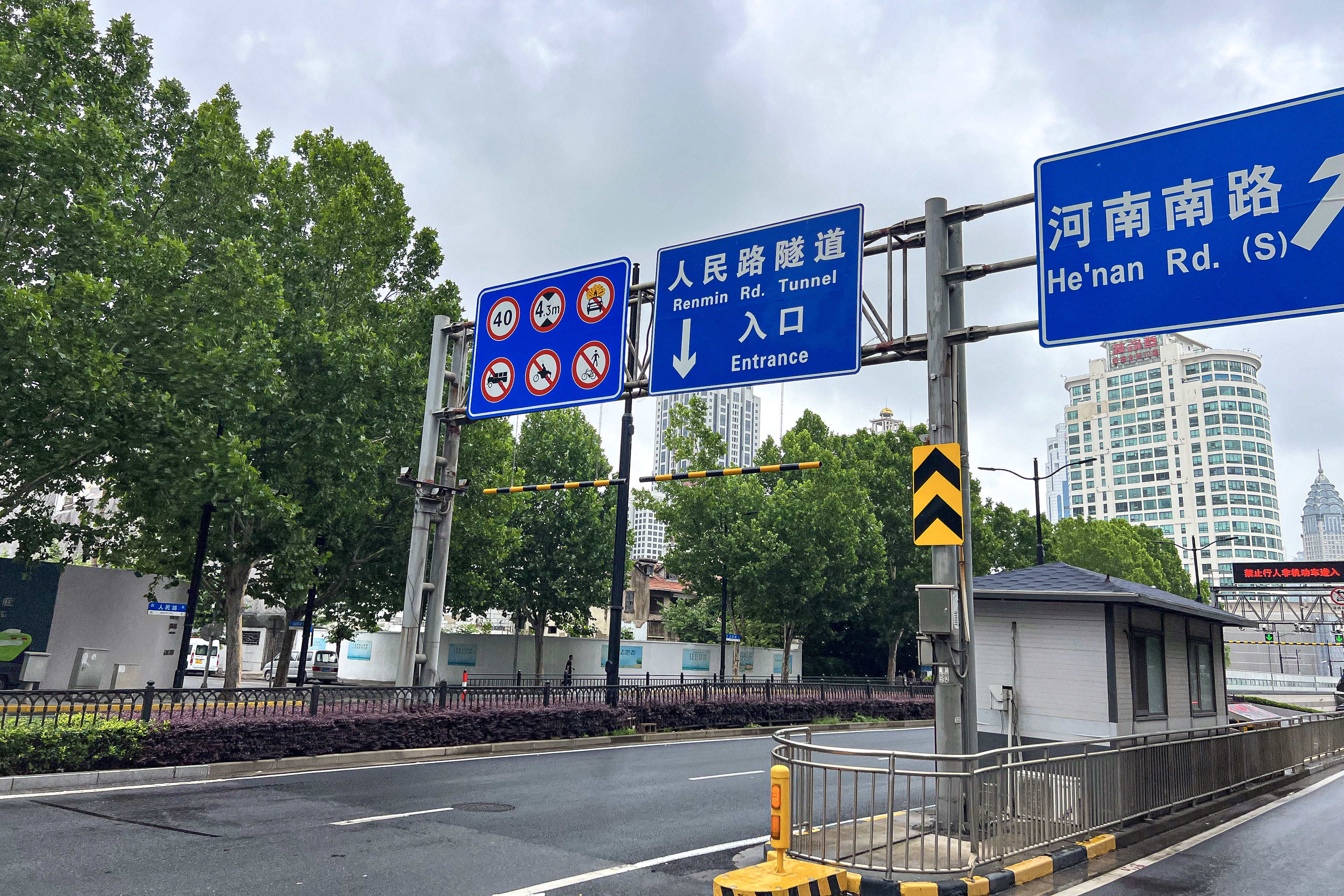
人民路隧道浦西端

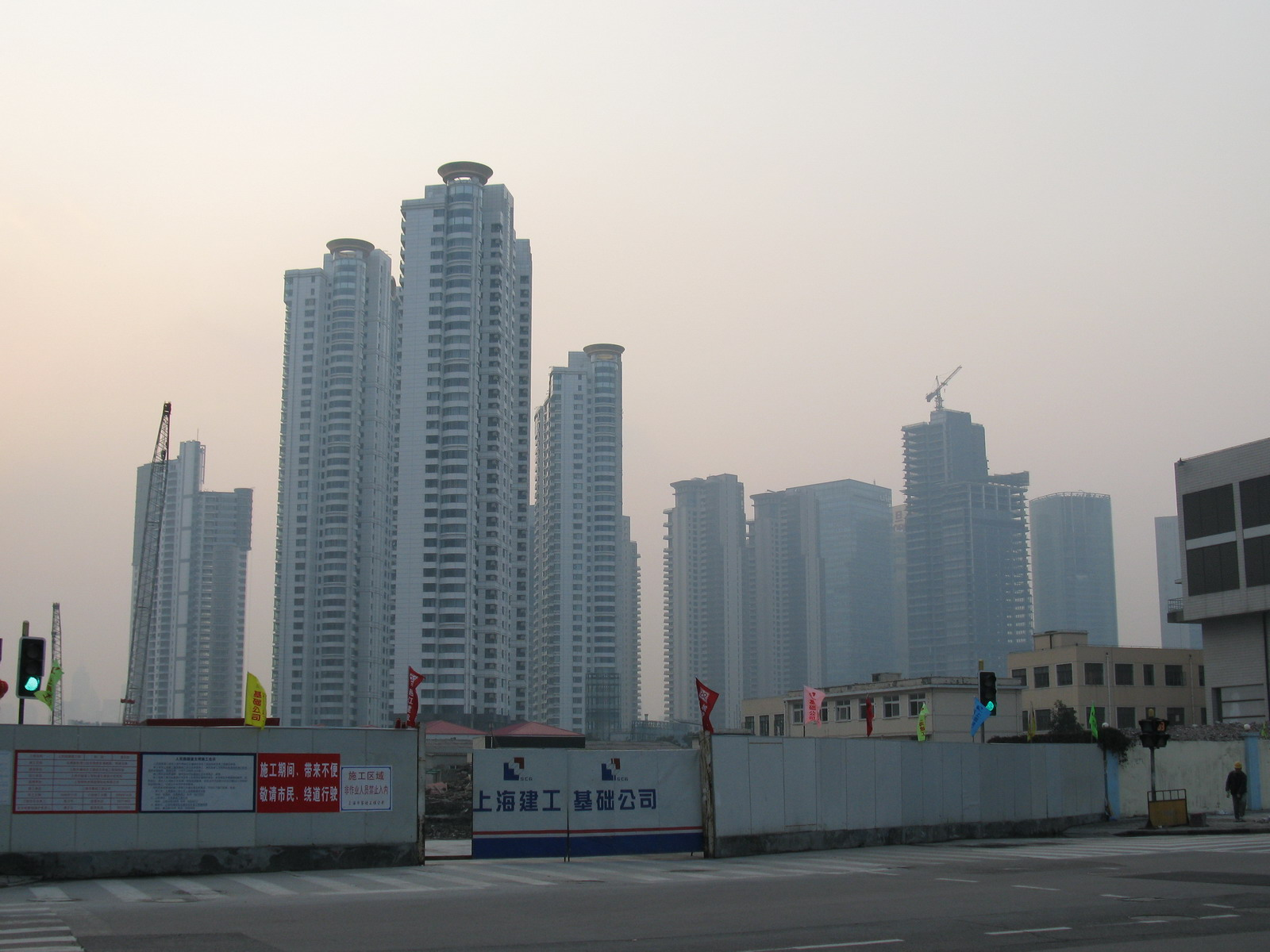
人民路隧道建筑工地

人民路隧道位于中国上海市，是黄浦江上的一座公路隧道，2009年11月20日部分建成通车。
人民路隧道为东西走向，西起黄浦区淮海东路人民路交叉口，向东穿越河南南路、中山东二路、十六铺码头、东昌路渡口等设施后止于浦东新区浦城路银城东路口，在河南南路和银城东路处布置有匝道，全长3.097公里，设双向四车道，设计时速40公里,预计于2009年底全面建成。
2010年2月6日，浦西段主线河南路至浙江中路段开通。
2022年12月24日，因浦东大道地道通车，6条公交线路东向西由延安东路隧道调整至人民路隧道越江。

## 开放的出入口
- 浦西：浙江中路主线出入口、河南南路匝道出入口
- 浦东：临时开放浦城路入口、浦城路出口、世纪大道出口[4]